# 덕도초등학교 (부산)
덕도초등학교(德島初等學校)는 대한민국 부산광역시 강서구 강동동에 있었던 공립 초등학교이다.

## 학교 연혁
- 1940년 4월 25일: 가락국민학교 상덕분교장 인가
- 2019년 3월 1일: 폐교, 남은 재학생들은 가락초등학교, 대사초등학교, 대저초등학교로 전학[1]

## 참고 자료
- 덕도초등학교 - 한국교육학술정보원 학교알리미